# منطقة بفافنهوفن أن دير إلم
مِنطقَة بفافنهوفن أن دير إلم (بالأَلمانِيَّة: Landkreis Pfaffenhofen an der Ilm) هي دائِرَة أَلمانِيَّة تَّابعة لمُحافظة باڤارِيا العُليَا في وِلاَية باڤارِيا في جُمهُوريَّة أَلمَانيَا الاِتّحاديّة. بمِساحة تُقَدَّر بحَوالَي 761,14 كم².

## وصلات خارجية
- الصّفحة الرّسميّة لبفافنهوفن آن دير ايلم (بالألمانية)